# Cephalurus
Cephalurus is een monotypisch geslacht van Pentanchidae en kent 1 soort.

## Soorten
- Cephalurus cephalus (Gilbert, 1892) – Lollykathaai